# Szadzko
Szadzko est une localité polonaise de la gmina mixte de Dobrzany située dans le powiat de Stargard en voïvodie de Poméranie-Occidentale. Elle se trouve à environ 27 km à l'est de Stargard et 57 km à l'est de la capitale régionale Szczecin.on décompte 377 habitant dans la ville 

## Géographie

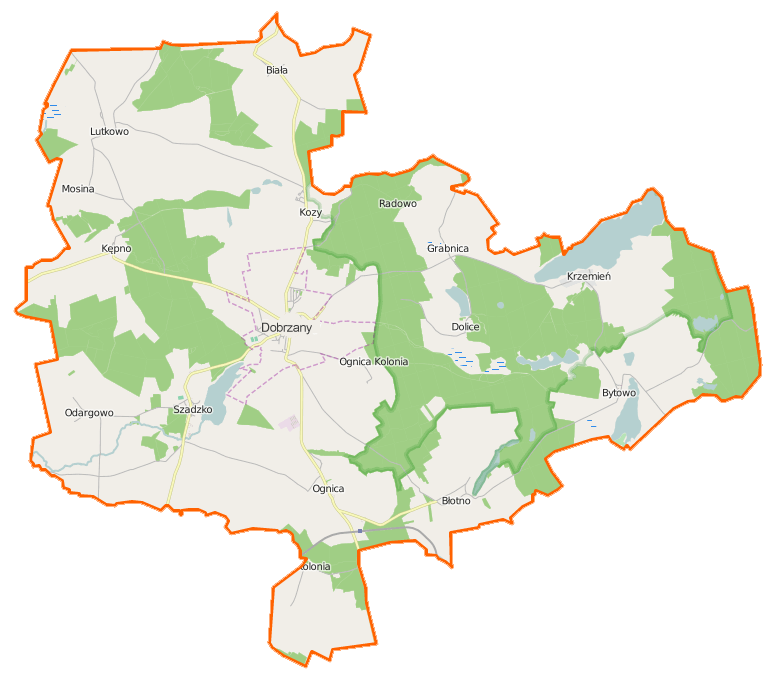
Carte de la gmina de Dobrzany.